# Hugo von Zeipel
Edvard Hugo von Zeipel (* 8. Februar 1873 in Österhaninge bei Stockholm; † 8. Juni 1959 in Uppsala) war ein schwedischer Astronom.
Er arbeitete von 1897 bis 1900 am Observatorium in Stockholm und von 1901 bis 1902 am Pulkowo-Observatorium. Von 1904 bis 1906 gehörte er dem Stab der Pariser Sternwarte an. Ab 1911 war er am Astronomischen Observatorium von Uppsala tätig. Seine Fachgebiete waren Himmelsmechanik, Astrofotografie und Theoretische Astrophysik.
Er soll bereits 1910 den seit den 1960er Jahren bekannten Kozai-Effekt behandelt haben.
In den Jahren 1898, 1901 und 1902 nahm er an wissenschaftlichen Expeditionen nach Spitzbergen teil.
Edvard Hugo von Zeipel ist der Namensgeber für den Krater von Zeipel auf dem Erdmond und den am 6. März 1992 entdeckten Asteroiden (8870) von Zeipel.